# Ricordatevi dei fiori
Ricordatevi dei fiori è l'album d'esordio della cantautrice italiana Valeria Rossi, pubblicato il 19 ottobre 2001 dall'etichetta discografica BMG.

## Descrizione
L'album è stato pubblicato in seguito al grande successo del singolo Tre parole, tormentone estivo dell'estate del 2001, che ha permesso alla cantante di divenire nota al pubblico vendendo oltre 500 000 copie. La pubblicazione, avvenuta diversi mesi dopo quella del tormentone, è stata preceduta da un secondo singolo, Tutto fa l'amore, che ha però ottenuto minori riscontri in classifica rispetto al singolo di debutto.
In seguito sono stati estratti anche i brani Tutte le mattine e Pensavo a te.

## Composizione
Il disco, il cui titolo è un omaggio alla canzone di Nilla Pizzi Grazie dei fiori, è stato scritto da più autori. Valeria Rossi ha partecipato alla scrittura di tutte le tracce a parte la prima, Tutto fa l'amore, e le altre tracce hanno visto la partecipazione di altri autori tra cui Gordon, Lene Dissing, Pasquale Panella, Fulvio Binetti, Francesco Cabras e in particolare Liliana Richter, che ha partecipato alla scrittura di numerosi brani. L'album è stato prodotto dalla Richter insieme a Giulio Albamonte.

## Tracce
CD (Ariola 74321 89451 2 (BMG) [eu] / EAN 0743218945120)
1. Tutto fa l'amore - 3:27 (Gordon, Lene Dissing, Pasquale Panella)
2. Come un girasole - 3:36 (Valeria Rossi, Fulvio Binetti)
3. Pensavo a te - 4:04 (Valeria Rossi)
4. Ossigeno - 4:23 (Valeria Rossi, A.Urbani)
5. Richieste delle donne - 3:52 (Liliana Richter, Valeria Rossi)
6. Tutte le mattine - 3:26 (Valeria Rossi, F.Di Nigris)
7. La donna invisibile - 3:18 (Valeria Rossi)
8. Non ho sonno - 3:58 (Liliana Richter, Valeria Rossi)
9. Tu sei bellissimo - 3:46 (Liliana Richter, Valeria Rossi)
10. Tre parole - 3:44 (Liliana Richter, Valeria Rossi, Francesco Cabras)
11. Straniero - 4:32 (Valeria Rossi)
12. Denso - 1:33 (Liliana Richter, Valeria Rossi)

## Formazione
- Valeria Rossi – voce
- Liliana Richter – tastiera, programmazione, chitarra acustica, chitarra elettrica
- Alessandro Molinari – tastiera (tracce 8, 11), pianoforte (traccia 2)
- Carlos Sarmiento – tastiera (traccia 11), organo (traccia 10), organo Hammond (tracce 1, 9), tamburello (traccia 6), percussioni (traccia 11)
- Giulio Albamonte – programmazione
- Varo Venturi – chitarra acustica (tracce 5, 12), chitarra elettrica (tracce 1, 5-6, 8-9, 12)
- Massimo Varini – chitarra acustica (traccia 11), chitarra elettrica (traccia 11)
- Massimiliano "Max" Urso – chitarra elettrica (tracce 3, 7)
- Luca Proietti – chitarra acustica (tracce 1, 6)
- Andrea Rosatelli – basso elettrico (tracce 2, 3, 8-11), basso acustico (traccia 4), contrabbasso (traccia 3)
- Mario Corvini – trombone (traccia 10)
- Eric Daniel – flauto (traccia 4)
- Domenico Sputo – clarinetto (traccia 14)

## Classifiche
| Paese    | Posizione massima |
| -------- | ----------------- |
| Italia   | 28                |
| Svizzera | 97                |